# One Ranger
One Ranger és una pel·lícula de thriller d'acció estatunidenca del 2023 escrita i dirigida per Jesse V. Johnson i protagonitzada per Thomas Jane i John Malkovich. S'ha subtitulat al català.

## Trama
El rànger de Texas Alex Tyree (Thomas Jane) rastreja en Declan McBride (Dean Jagger), un lladre de bancs, per tot el desert, i descobreix que és un terrorista internacional que vol fer detonar una bomba al cor de Londres. Quan la parella de l'agent és assassinat, estableix una relació amb l'agent d'intel·ligència britànica Jennifer Smith (Dominique Tipper) i el seu cap Geddes (John Malkovich) per portar el proscrit a la justícia, viu o mort.

## Repartiment
- Thomas Jane com a Alex Tyree
- John Malkovich com a Geddes
- Dominique Tipper com l'agent Jennifer Smith
- Dean Jagger com a Declan McBride

## Estrena
L'octubre de 2022, es va anunciar que Lionsgate havia adquirit els drets de la pel·lícula.
El film es va estrenar al Festival Internacional de Cinema de Dallas el 28 d'abril de 2023. Després es va estrenar en una selecció de cinemes i a la carta el 5 de maig de 2023.